# 쇼저드
쇼저드(Meriones shawi)는 쥐과 메리오네스속에 속하는 설치류의 일종이다. 알제리와 이집트, 리비아, 모로코, 튀니지에서 발견된다. 자연 서식지는 경작지와 목초지 그리고 시골 정원 등이다.